# گیلبرت گلاوس
گیلبرت گلاوس (انگلیسی: Gilbert Glaus؛ زادهٔ ۳ دسامبر ۱۹۵۵) دوچرخه‌سوار اهل سوئیس است.
وی در مسابقات کشوری و بین‌المللی در مجموع برندهٔ ۱ مدال طلا، ۱ مدال برنز شده‌است.